# خورخي بييثير
خورخي بييثير (بالإسبانية: Jorge Pellicer)‏ هو لاعب كرة قدم ومدرب كرة قدم تشيلي في مركز الوسط، ولد في 7 فبراير 1966 في سانتياغو في تشيلي. لعب مع أوداكس إيتاليانو ويونيون إسبانيولا.

## وصلات خارجية
- خورخي بييثير على موقع قاعدة بيانات كرة القدم.إي يو (الإنجليزية)
- خورخي بييثير على موقع Soccerway.com (الإنجليزية)
- خورخي بييثير على موقع عالم كرة القدم.نت (الإنجليزية)